# 데이미언 맥긴티
데이미언 맥긴티(Damian McGinty, 1992년 9월 9일 ~ )는 북아일랜드의 배우이자 가수이다.

## 출연 작품
- 더 글리 프로젝트 (2011)